# Bow Down (canción de I Prevail)
«Bow Down» es una canción de la banda estadounidense de metalcore I Prevail, lanzado a través de Fearless Records el 26 de febrero de 2019 como el primer sencillo de su segundo álbum de estudio Trauma (2019).
La canción recibió una nominación al premio Grammy al Mejor Interpretación de Metal en la 62.ª edición de los Premios Grammy.

## Antecedentes
La canción se lanzó por primera vez el 26 de febrero de 2019, un mes antes del lanzamiento de su respectivo álbum Trauma. Simultáneamente, se lanzó un video musical. Fue el primer sencillo del álbum, doce horas antes de "Breaking Down", y el primero desde que el vocalista Brian Burkheiser se recuperó de su cirugía por un pólipo en las cuerdas vocales en 2017. Burkheiser tuvo dificultades con la recuperación, la ansiedad y la depresión, buscando cómo continuar con la banda tras su ascenso a la popularidad, pero lo superó para grabar el álbum, incluyendo el tema, a lo largo de 2018.
En noviembre de 2019, la canción fue nominada al Premio Grammy a la Mejor Interpretación de Metal.

## Composición y temas
En cuanto a la letra, la canción trata sobre la banda expresando sus críticas a la industria musical.

## Posicionamiento en lista
| Lista (2019)                  | Posición |
| ----------------------------- | -------- |
| US Hot Rock Songs (Billboard) | 32       |

## Personal
I Prevail
- Brian Burkheiser - Voz
- Eric Vanlerberghe - Voz gutural y limpia
- Steve Menoian - Guitarra líder, Bajo
- Dylan Bowman - Guitarra rítmica, segunda voz
- Gabe Helguera - Batería